# جو روسي
جو روسي (بالإنجليزية: Joe Rossi)‏ هو سياسي أسترالي، ولد في 22 مايو 1948. حزبياً، نشط في حزب أستراليا الليبرالي (فرع جنوب أستراليا) ‏. في 1993 South Australian state election ‏، انتخب عضو مجلس النواب جنوب أستراليا من الجمعية عن دائرة Electoral district of Lee ‏ وقد انضم خلال فترته النيابية ‏ (11 ديسمبر 1993 – 11 أكتوبر 1997)  للكتلة البرلمانية حزب أستراليا الليبرالي (فرع جنوب أستراليا) ‏.